# Georgische Legion (Ukraine)
Die Georgische Legion (ukrainisch Грузинський національний легіон; georgisch ქართული ლეგიონი) ist eines von mehreren Freiwilligenbataillonen, die im Russisch-Ukrainischen Krieg seit 2014 für die Ukraine kämpfen.

## Geschichte

### Aufstellung
Der Gründer der Legion ist auch der Kommandeur Mamuka Mamulaschwili. Kurz nachdem der Krieg im Donbas ausgebrochen war, sammelte er seine Landsleute mit Kriegserfahrung und reiste mit ihnen in die Ukraine. Seit den ersten Tagen ist die Legion in allen Frontrichtungen im Einsatz.